# Scabiosa nitens
Scabiosa nitens — вид трав'янистих рослин з родини Жимолостеві (Caprifoliaceae), ендемік Азорських островів. Ресурс «The Plant List» наводить Scabiosa nitens як «англ. unresolved name». Етимологія: лат. nitens — «сяяти».

## Поширення
Ендемік Азорських островів (Корву, Піку, Санта-Марія, Сан-Мігель, Сан-Жорже, Терсейра, Фаял, Флорес).

## Галерея

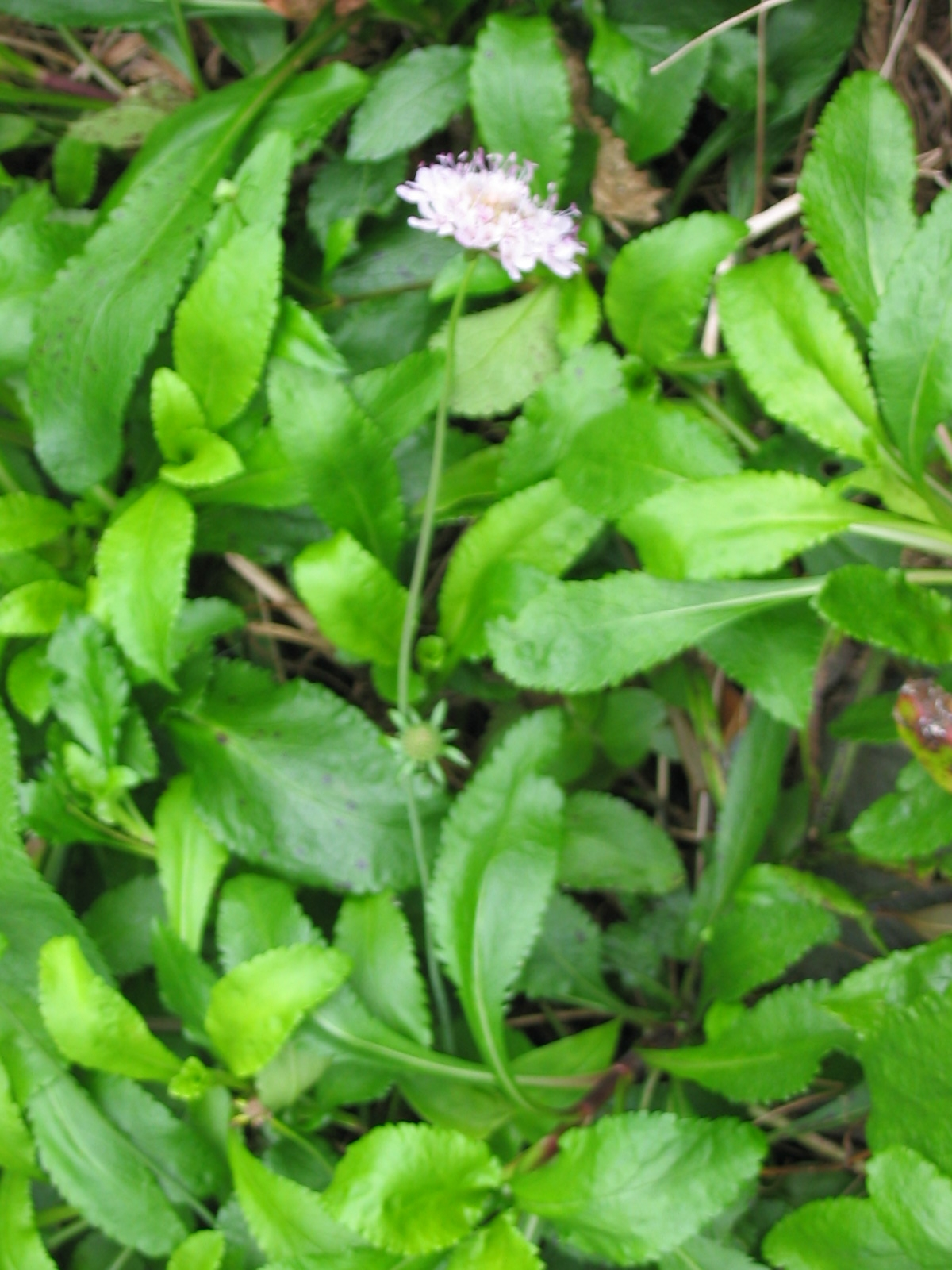